# Roberto Alemán Zubieta
Roberto Ramón "Chato" Alemán Zubieta (2 de octubre de 1921 - 18 de julio de 2009) fue un abogado, diplomático, político y empresario panameño. Se desempeñó como Embajador de Panamá en los Estados Unidos en 1969.

## Biografía
En 1951 se casó con María Teresa Healy Quelquejeu (nacida en 1928), descendiente de la adinerada familia de Roux. Juntos tuvieron seis hijos, entre ellos el diplomático Jaime Alemán y el político José Miguel Alemán. También fue fundador de la firma Icaza, González Ruiz y Alemán y líder de los partidos Liberal y Movimiento Liberal Republicano Nacionalista. Fue miembro del Consejo Nacional de Relaciones Exteriores, embajador especial de Panamá ante el Gobierno de los Estados Unidos de América y miembro de la Comisión de Revisión de la Constitución Política. Alemán Zubieta también se desempeñó como presidente de Cervecería Nacional, SA, Capitales Nacionales, SA e Industria Nacional de Plásticos, SA, entre otras empresas. Alemán Zubieta falleció en la Ciudad de Panamá el 18 de julio de 2009 a la edad de 88 años, tras una larga enfermedad.